# Río Tempisque
El río Tempisque es un río de Costa Rica que pertenece a la Vertiente del Océano Pacífico. Es el tercer río más extenso del país, después del río Grande de Térraba y el río Reventazón. El Tempisque es el gran río de Guanacaste, que da vida a esta provincia costarricense, pues su cauce recorre gran parte de ese territorio. Nace en la cordillera de Guanacaste, en las faldas del volcán Orosí, con el nombre de río Tempisquito, discurre a lo largo de unos 144 km en dirección sur y sureste por la provincia de Guanacaste, bordeando la península de Nicoya, hasta desembocar en el fondo del golfo de Nicoya, un entrante del océano Pacífico. Antes de verter sus aguas al océano, el río Tempisque drena el área baja y pantanosa que caracteriza al parque nacional Palo Verde. Sus principales afluentes son los ríos Bebedero, Colorado, Liberia y Salto. Es navegable el tramo fluvial comprendido entre su desembocadura y la localidad de Bolsón, por aproximadamente 36 kilómetros. En sus orillas o las de sus afluentes se encuentran importantes ciudades de Guanacaste como Liberia, Santa Cruz y Filadelfia.
La cuenca del río Tempisque mide 3405 km² y es la segunda cuenca más grande del país, luego de la del Grande de Térraba. Sin embargo, si se mide en conjunto con la cuenca del río Bebedero, el otro gran río guanacasteco y que desemboca en el estuario del Tempisque, alcanza los 5455 km², lo que la hace la más grande de Costa Rica. La cuenca Tempisque-Bebedero es la más importante de Costa Rica a nivel agropecuario, pues aporta el 75% del agua disponible para este aspecto a nivel nacional. De las aguas del Tempisque depende la producción de ganado vacuno y cultivos extensivos como caña de azúcar y arroz de la provincia de Guanacaste. Ocupa, además, el tercer lugar en caudal a nivel nacional. Cuenta con una alta biodiversidad, de modo que se encuentra protegida por dos áreas de conservación: Arenal-Tempisque y Tempisque. Destaca en esta última el importante humedal localizado en el parque nacional Palo Verde. La cuenca está dividida en tres secciones: la parte superior, cubierta de bosques, localizada en la Cordillera Volcánica de Guanacaste; la parte media, con terrenos ondulados, dedicados a la agricultura, localizados en la Meseta de Santa Rosa, entre Liberia y Cañas; y la parte inferior, compuesta de llanuras y marismas, sujeta a inundaciones en muchas áreas, conocida como «la Bajura del Tempisque».
Hasta antes de la construcción de la Carretera Interamericana, el río Tempisque era la principal vía de comunicación de Costa Rica con la provincia de Guanacaste. Por sus aguas navegaron los conquistadores españoles que arribaron por primera vez a la región guanacasteca, dominada desde tiempos precolombinos por una importante civilización de cultura mesoamericana. Todavía en el siglo XX, el ferry sobre el río Tempisque funcionó para acortar la distancia de viaje entre la masa continental de Costa Rica y la península de Nicoya, hasta que en 2002, cerca de la desembocadura, se construyó el Puente de la Amistad Costa Rica-Taiwán para enlazar la península de Nicoya con el resto del territorio nacional, reduciendo el tiempo que se tarda viajando por carretera hasta y desde San José.

## Etimología
El nombre original del río Tempisque, antes de la llegada de los españoles en 1520, era Zapandí, Sabandí, Sapancí o Cipancí, que era el nombre del rey de un pueblo de etnia chorotega que se encontraba a tres leguas (una legua equivale a poco más de 5 km) de la desembocadura del río, aguas arriba.
La palabra «tempisque» es de probable origen nicarao o náhuatl y es el nombre de un árbol de origen mesoamericano que se puede encontrar desde México a Panamá, y que en Costa Rica recibe también el nombre de danto o níspero amarillo. Está compuesta por «templi» que significa «orilla del río», e «ixqui», que significa «guardián» o «cuidador». De este modo, surge «templixqui», o sea, «el que cuida las orillas de los ríos». Otra interpretación es que tempisque viene de «tentl», «labio», y «pitztic», «apretado», dado que el fruto del árbol de tempisque es pegajoso a los labios («tentlpitztic»).
Los indígenas chorotegas, que habitaban el territorio de la actual provincia de Guanacaste antes de la llegada de los conquistadores, tenían mucha influencia cultural de las etnias mesoamericanas, en especial de mayas y aztecas. Sin embargo, no existía una influencia clara del idioma náhuatl en el idioma original de los chorotegas ni en ninguna otra lengua de los indígenas costarricenses hasta antes de la colonia, así que se supone algunos topónimos de actuales sitios de Costa Rica (Tempisque, Montezuma, Guanacaste, Zapote, etc) fueron traídos por los colonos españoles que habían habitado ya en otros asentamientos bien establecidos de América (México, Guatemala, El Salvador, etc) donde tales voces estaban todavía vigentes, así que se ha planteado que el uso de estas palabras para designar lugares de Costa Rica comenzó una vez que fueron asimiladas en el vocabulario patrimonial castellano. A pesar de esto, la palabra «tempisque» es la única palabra de origen náhuatl cuya presencia está documentada en la provincia de Guanacaste desde la colonia.

## Historia
En la cuenca del río Tempisque floreció la cultura de Nicoya, una de las más antiguas e importantes de la historia de Costa Rica. Hallazgos arqueológicos en la zona de Guanacaste han reportado la población del territorio 8.000 años antes de nuestra era, sobre todo a las orillas del lago Arenal y la costa pacífica de Guanacaste.
La agricultura apareció entre 2000-500 años antes de nuestra era en las regiones altas de Tilarán y las tierras bajas de Cañas y Liberia, con datos de poblamiento en las inmediaciones del lago Arenal. Ya para este periodo aparecen los primeros registros de cerámica: tecomates (vasijas sin cuello y boca muy cerrada), ollas-tecomates y vasijas cilíndricas, decorados con bordes de conchas, uña, carrizo, cordel y líneas de pintura roja.
Las primeras aldeas en la región de Guanacaste aparecen alrededor de 500 a 300 años antes de nuestra era en las márgenes del río Tempisque. Por esta causa, a este periodo histórico se le conoce arqueológicamente como Período Tempisque. Se han encontrado depósitos de cerámica en áreas planas, hornos para cocer, objetos de archilla, fogones y hornillas de arcilla para cocinar alimentos. Se han localizado cementerios en los cerros cercanos a la costa, con tumbas en forma de pozos tronco-cónicos o de campana, con círculos de piedras en la entrada de la fosa. También hay enterramientos con paquetes de hueso envueltos en cortezas y fibras, y ofrendas con objetos de madera y jade. En esta etapa, los artesanos adquirieron gran destreza en la manufactura de los metates trípodes con decoraciones en bajo relieve, cerámica de dos colores o bicroma en zonas, artefactos en jade, remates de bastones hechos en piedra y decoraciones con diversos motivos, en especial animales, donde predomina el jaguar. Son comunes las vasijas con representaciones humanas o animales, decoradas en dos colores: engobe rojo y color arcilla separados por líneas incisas.
Entre 300-800 años de nuestra era, aparecen cacicazgos complejos sobre todo en zonas como Cañas y Liberia, con asentamientos del tamaño alrededor de 1 ha, formados por conjuntos de chozas, con estructuras de arcilla como pisos, hornos y hornillas. El patrón funerario refleja la organización y diferenciación alcanzada en la época, con enterramientos en montículos de gran tamaño, construidos con bloques de piedra que necesitaron un gran esfuerzo colectivo para ser movidos. Los individuos se enterraban en forma flexionada, característico de este periodo. Otros tipo de enterramiento consistió en el uso de urnas funerarias. Las principales ofrendas funerarias fueron objetos de cerámica, pero también artefactos de piedra, ornamentos de oro, navajas de obsidiana y objetos de jade. Estos últimos dos materiales reflejan el intercambio comercial de la región con Honduras y Guatemala. Incluso se han obtenido jades mayas que fueron retrabajados con estilos locales. El jade fue el principal símbolo de rango, fruto de la fuerte influencia mesoamericana sobre la región, que también se refleja en la cerámica con decoración policroma con asociaciones iconográficas de las culturas de Mesoamérica.
Hacia 800, el arribo de los chorotegas a Guanacaste introdujo algunos cambios en el arte y la religión. Abundan los elementos de origen mesoamericano, sobre todo en la cerámica. Los sitios aumentan hasta 10 ha, a lo largo de los ríos principales, en particular el Tempisque, y en los valles costeros. Se registran aldeas en diversas regiones como Nacascolo y Papagayo, con hallazgos de sitios especializados para la extracción de sal, usado como bien comercial. En los patrones funerarios destacan las riquezas de las ofrendas, con objetos de cerámica y metates esculpidos. Destaca la cerámica policroma, de gran calidad y acabado, utilizada incluso como bien de intercambio comercial inter y extrarregional, decorada con motivos de inspiración mesoamericana, como la serpiente emplumada y deidades asociadas a la guerra y el agua. Los metates adquieren formas zoomorfas (jaguar, águila) y los ofrendarios o incensarios se encuentran coronados por cabezas de lagarto. Los chorotegas desplazaron a los habitantes originales de la región, posiblemente pueblos de área cultural centroamericano-colombiana con lenguas de origen chibcha, entre los que se ha identificado a los corobicíes, que se ubicaban en la margen oeste del río Tempisque, en los valles de los ríos Abangares y Corobicí, en el actual cantón de Cañas.
A la llegada de los españoles en el siglo XVI, los chorotegas habían consolidado el llamado Reino de Nicoya, el cual dominaba a otros cinco cacicazgos mayores: Diriá, Corobicí, Abangares, Orotiña y Chomes. Existían también cacicazgos menores en Chira, Cangén, Nandayora, Nicopasaya y Zapandí. La región fue explorada en 1523 por Gil González Dávila, que recorrió el litoral pacífico de Costa Rica y penetró en el Golfo de Nicoya, navegando aguas arriba del Tempisque hasta el cacicazgo de Zapandí, llamado así por su rey, quien lo extendió al río, y luego por tierra hasta la ciudad de Nicoya, gobernada por el rey Nicoa. Según Gonzalo Fernández de Oviedo y Valdés, cronista de la expedición de González Dávila, la ciudad prehispánica de Nicoya contaba con una plaza central con templos, una pirámide escalonada baja para realizar sacrificios humanos y plazas especializadas para mercados y residencias de los líderes. A diferencia del resto del territorio costarricense, la región de Nicoya fue sometida tempranamente por los españoles, quienes supeditaron la región a la Provincia de Nicaragua, hasta que en 1824 el llamado Partido de Nicoya decidió su anexión a Costa Rica. Hoy todavía existen vestigios de la cultura de Nicoya, conservados principalmente en la elaboración de cerámica, en las regiones de Santa Cruz y Matambú.

## Curso

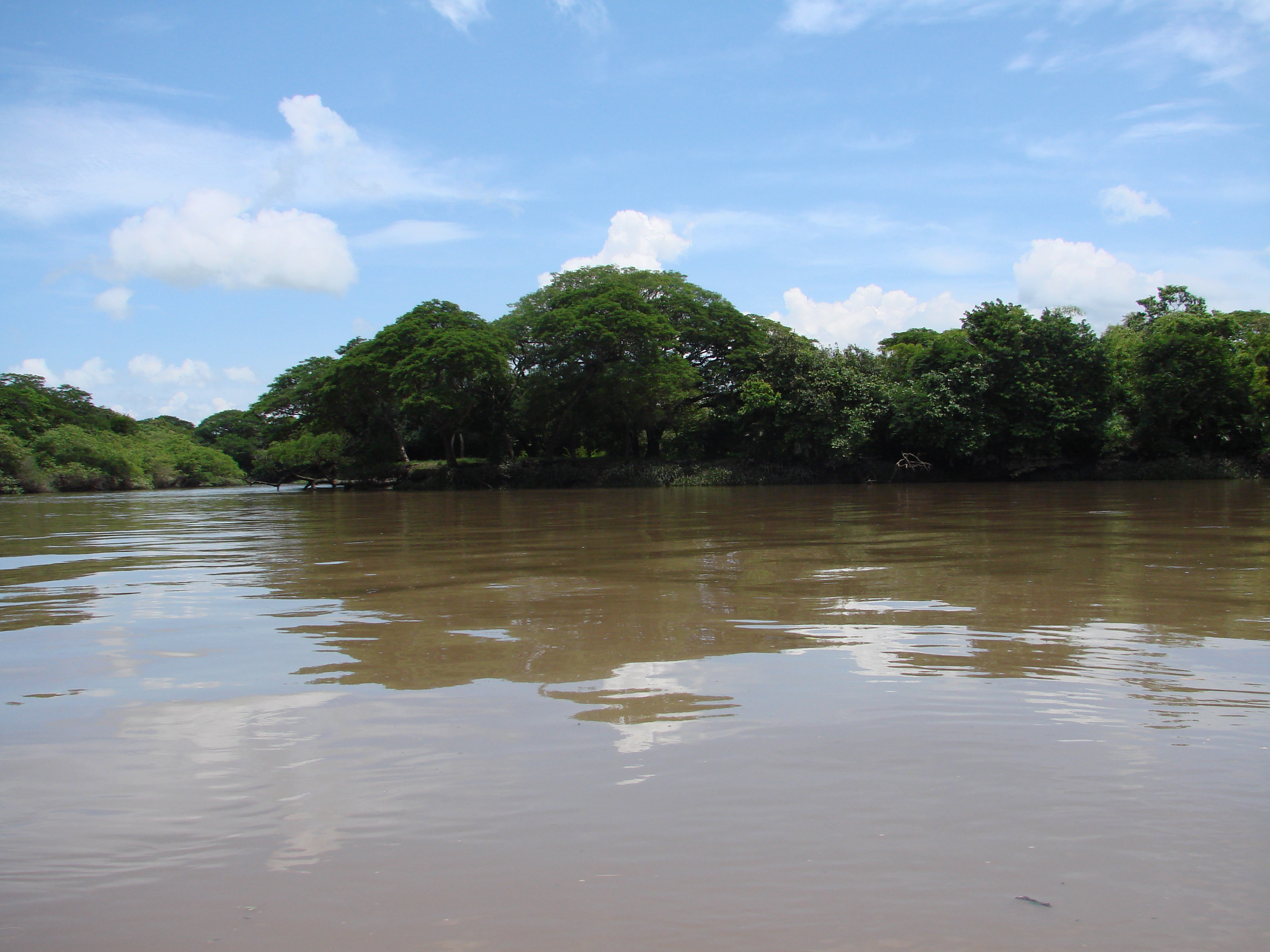
Río Tempisque a la altura de Bolsón, donde se vuelve navegable.

El río Tempisque nace en las faldas del volcán Orosí, en la Cordillera de Guanacaste, a 900 m de altura, con el nombre de río Tempisquito.
Desemboca en un gran estuario de 3 km de ancho en el Golfo de Nicoya tras recorrer 138 km, 36 de los cuales son navegables a partir de su confluencia con el río Bolsón, hasta el estuario. Recibe afluencia de una gran cantidad de ríos: Colorado, Liberia, Salto, Bebedero, Bolsón, Las Palmas, Viejo, Belén, Diriá, Quebrada Honda, Charco, San Lázaro, Garzón y Piedras.
En sus orillas hay una gran cantidad de ciudades y pueblos, entre los que se pueden mencionar Filadelfia, Ortega, Bolsón, Palmira, Los Jocotes, Moralitos, La Guinea y Corralillo. Algunas de las principales ciudades de la provincia de Guanacaste se han construido a la vera de sus afluentes: Liberia (río Liberia), Santa Cruz (río Diriá), Bagaces (río Piedras) y Cañas (río Cañas), mientras que el puente sobre el río Tempisque facilita la comunicación con Nicoya y otras ciudades localizadas en la Península.

## Hidrología
Hidrogeológicamente, el río Tempisque se forma a partir de la confluencia de los ríos Tempisquito y Ahogados. A partir de su confluencia con el río Colorado, se inicia el valle aluvial del río Tempisque. La cuenca presenta pendientes superiores al 7% en las partes altas y menores del 2% en las bajas. La mayor elevación corresponde a la zona del volcán Santa María, con 1.916 m s. n. m.
El río Tempisque se halla localizado en la denominada depresión geológica del Tempisque, que se encuentra localizada entre el Complejo de Nicoya (Cretácico Superior, las «tierras más viejas de Costa Rica»), y la reciente Cordillera Volcánica de Guanacaste (Pleistoceno, se les llama las «tierras nuevas de Costa Rica»), presenta una topografía llana y ondulada, con depresiones menores inundables a lo largo del cauce principal del río Tempisque, por lo que hay depósitos de sedimento hacia la zona de la desembocadura principalmente, y su formación se ha visto favorecida por la poca resistencia del material volcánico a la erosión, cuyo transporte se ha visto asegurado por el mismo río.
Drena gran parte de la planicie guanacasteca. Sus tributarios nacen en la Cordillera Volcánica de Guanacaste y en las alturas del norte de los cerros de Nicoya. Su cuenca corresponde a 3405 km², y si se le considera un solo sistema con el río Bebedero (que termina en el gran estuario del Tempisque), entonces también recibe aguas de la Sierra de Tilarán por medio de los ríos Cañas y Lajas. El sistema hidrográfico Tempisque-Bebedero forma una gran cuenca de 5455 km², el 11% del territorio nacional y la segunda cuenca del país luego de la del río Grande de Térraba.
Su caudal varía dependiendo de la época del año y del sitio geográfico por donde pasa el río.

## Ecología

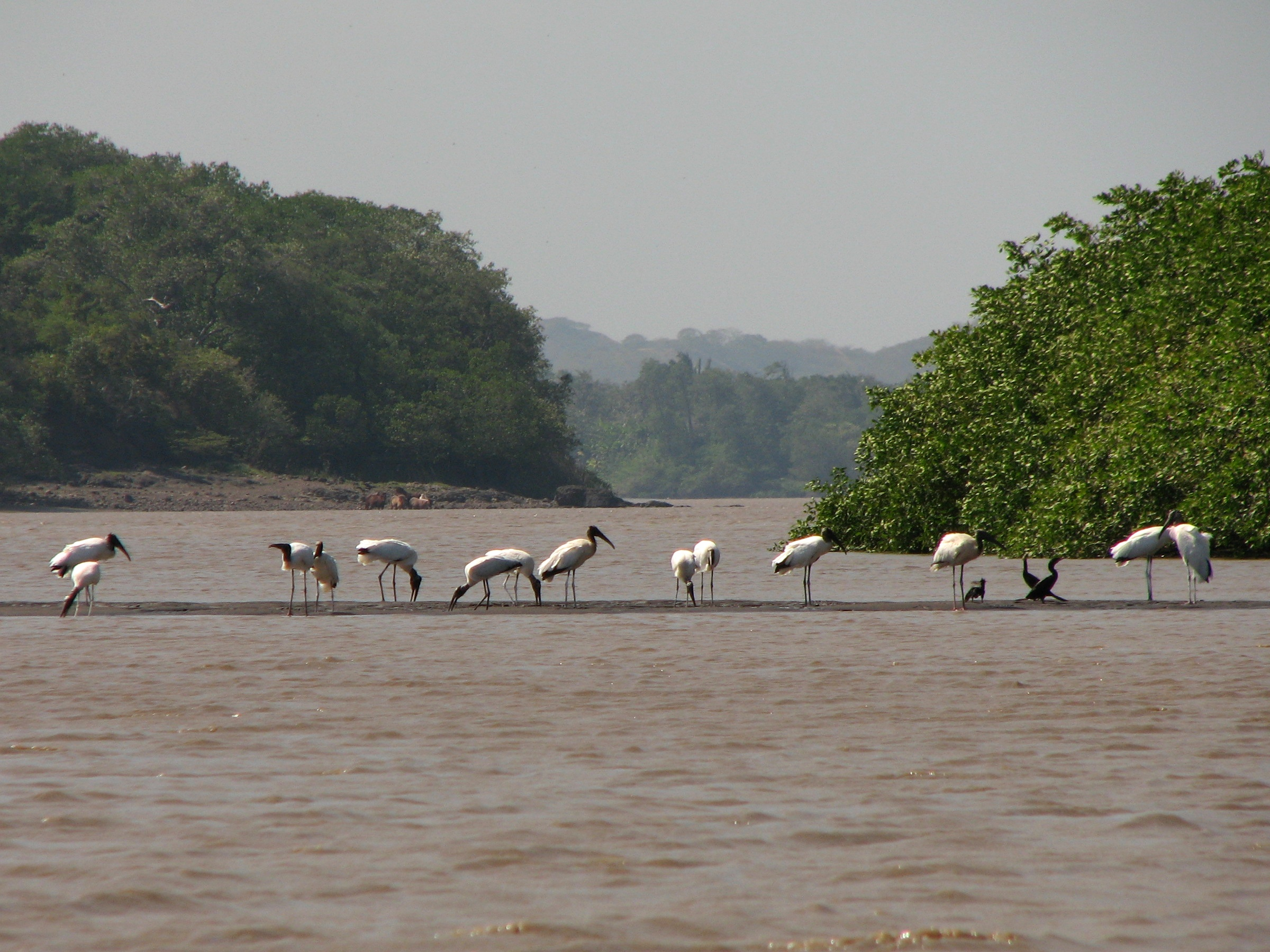
Cigueñones en el río Tempisque.

El valle del Tempisque se caracteriza por la presencia de varios ecosistemas, como los humedales de Bolsón, Humedal Riberino Zapandí y Palo Verde; algunos hábitat como bosques secos de bajura, sabanas arboladas y bosques siempreverdes. Los acuíferos principales son los de las formaciones Bagaces y Liberia, que se encuentran superpuestos en la Meseta de Santa Rosa y abastecen a la ciudad de Liberia, y el acuífero coluvio aluvial de la margen derecha del río Tempisque. Estos abastecen de agua potable a Liberia, Sardinal, Filadelfia, Belén, Santa Cruz y otras poblaciones menores. Por estas razones, la cuenca del río Tempisque se halla protegida por dos áreas de conservación adscritas al Sistema de Parques Nacionales de Costa Rica: el Área de Conservación Tempisque, y el Área de Conservación Arenal-Tempisque.
El Área de Conservación Tempisque es la encargada de la conservación y protección de la cuenca media y baja del río Tempisque y algunas lomas y cerros de la península de Nicoya; además protege y conserva la biodiversidad de los recursos marinos, la vida silvestre, el régimen hidrológico, el bosque tropical seco, las fuentes de agua y nacientes naturales, los hábitat de aves acuáticas, como garzas, ibises y garcetas, los humedales, el desove de las tortugas, la zona marítimo-terrestre, etc.
El Área de Conservación Arenal-Tempisque protege la cuenca baja del río, función adscrita principalmente al parque nacional Palo Verde, ubicado en el litoral este del río.

## Economía

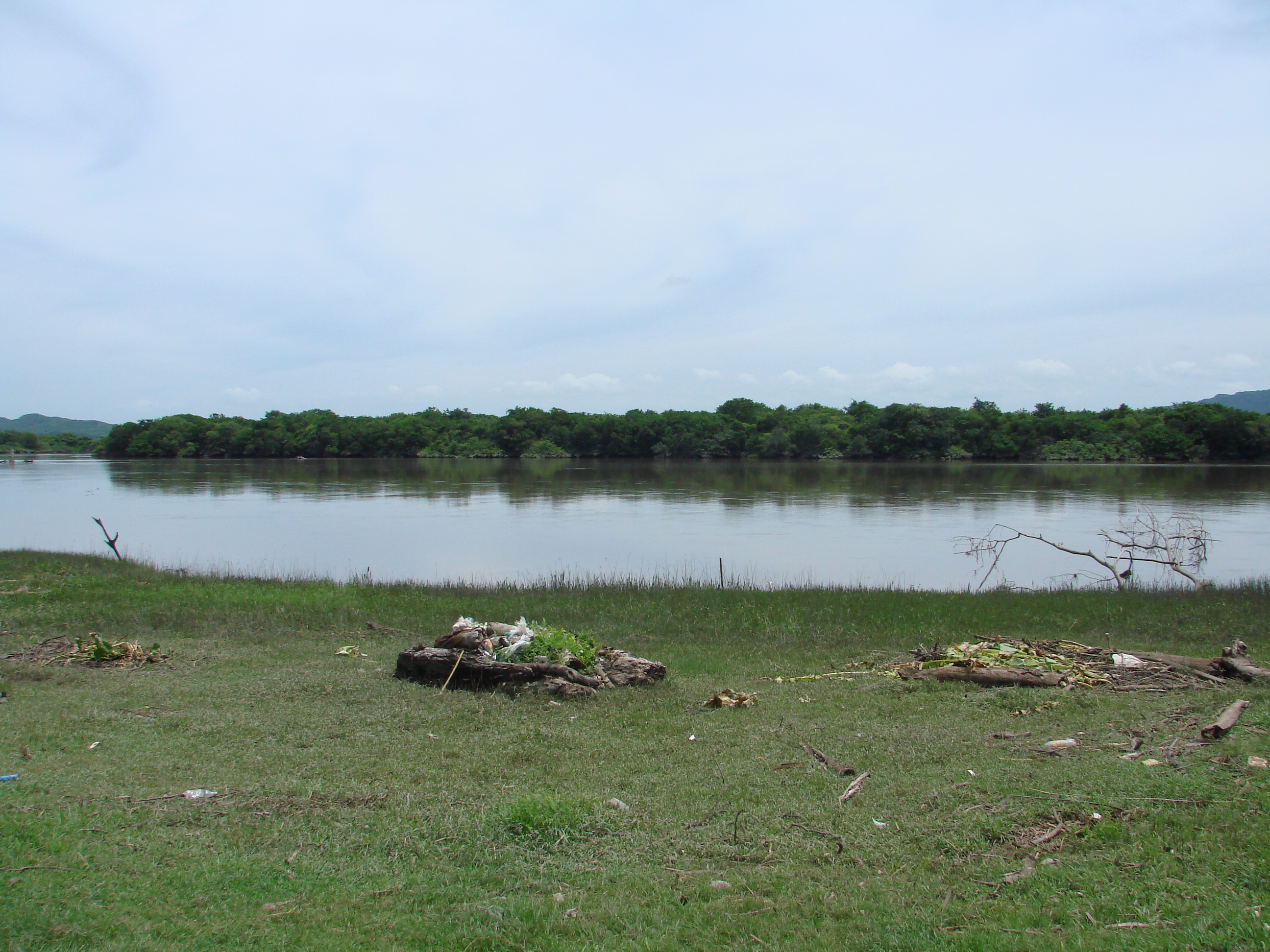
Embarcadero del río Tempisque a la altura de puerto Humo.

En la década de 1970, el expresidente costarricense José Figueres Ferrer llamó al río Tempisque «el Nilo de Guanacaste», debido a la gran producción de granos que se originaban en su valle. Indudablemente, las aguas del río Tempisque se constituyen en el motor principal del desarrollo agrícola, agroindustrial y económico de la provincia. Tanto el río Tempisque como el Bebedero son de gran importancia para su uso agropecuario ya que suponen el 75% del total del agua para riego del país.
En la cuenca del Tempisque se siembran casi 24 000 ha de caña de azúcar, con rendimientos unitarios cercanos a las 100 toneladas métricas. Además, se produce cerca del 25% del arroz nacional, y es la principal zona de producción de melón para exportación, con cerca de 5.300 ha dedicadas a este cultivo. Algunas de las mayores industrias arroceras del país, como El Pelón de la Bajura y Coopeliberia, se asientan en sus márgenes, así como grandes complejos industriales como los ingenios azucareros CATSA y El Viejo.
El 50% de la inversión total de Costa Rica en turismo se realiza en la provincia de Guanacaste, lo que en términos monetarios se traduce en 200 millones de dólares en inversión.
Alrededor de la cuenca y en la misma, se desenvuelven gran cantidad de actores con múltiples y diversos intereses: productores agropecuarios e industriales; instituciones públicas como SENARA, ICAA, MINAE, MAG; municipios; proyectos de desarrollo turísticos; comunidades con perspectivas de desarrollo socioeconómico como Liberia, Santa Cruz y Filadelfia; y diversas ONG.